# Rat za Dubrovnik
Rat za Dubrovnik, crnogorska dokumentarna serija iz 2010. godine. Autorica je Snežana Rakonjac, producentica Zdenka Boljević, snimatelj Dragan Tomašević, montaža Aleksandar Pejović i Dragan Marković. Proizvodnja je djelo Televije Crne Gore.

## Radnja
Film se bavi crnogorskom agresijom na Dubrovnik u Domovinskom ratu. U filmu je videograđa Televizije Crne Gore, Radio televizije Srbije, T&V studija Dubrovnik, Muzeja Domovinskog rata Dubrovnik.
Naslovi epizoda su: 
1. Uoči rata
2. Na nišanu
3. Ratni ciljevi
4. Rat ili mir
5. Prljavi rat
6. Cijena rata
7. Haški epilog

Sudjelovanje u serijalu nisu prihvatili: Branko Kostić, Momir Bulatović, Milo Đukanović, Svetozar Marović, Jevrem Cokić, Slavko Perović, Jevrem Brković, Emilo Labudović, Perica Đaković, Dragan Božović, Branko Vujisić ni brojni rezervisti koji su sudjelovali u napadu na Dubrovnik.